# Duc d'Enghien
Pour les articles homonymes, voir Enghien (homonymie).

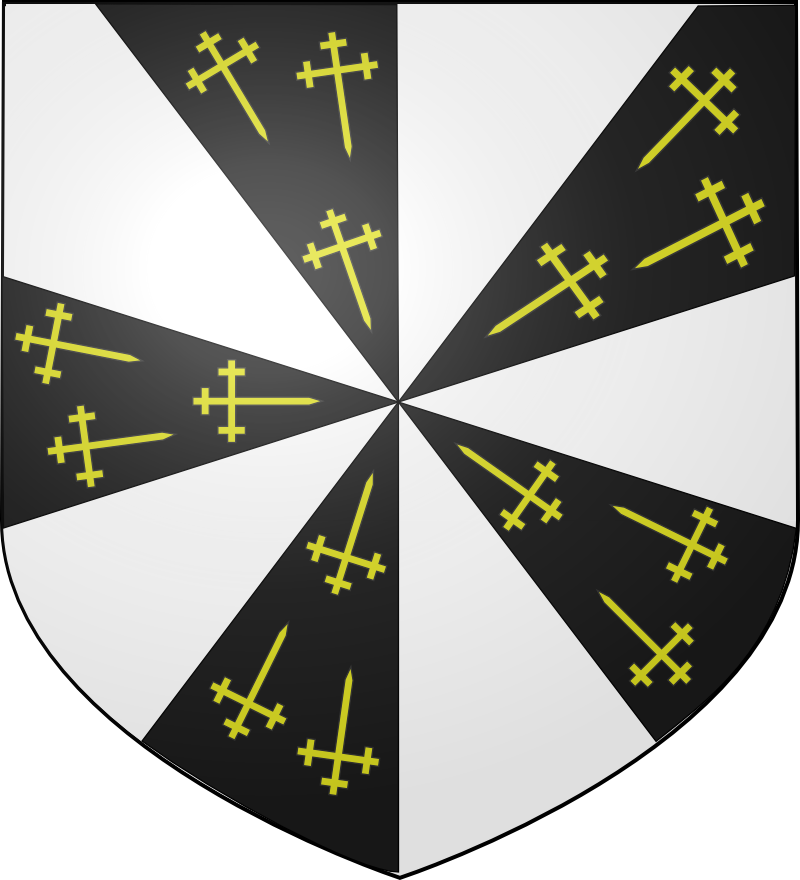
Armes de la Maison d'Enghien, seigneurs d'Enghien.

Le titre de comte puis duc d'Enghien a été porté depuis le XVIe siècle dans la maison de Condé, branche cadette de la maison de Bourbon.

## Histoire
La seigneurie d'Enghien (Belgique, Hainaut) avait fait partie de la dot apportée par Marie de Luxembourg (décès en 1546) lors de son mariage avec François de Bourbon, comte de Vendôme. 
Enghien est une ville du Hainaut pratiquement depuis sa fondation au XIe siècle. Lorsque la baronnie d'Enghien fut incluse dans l'apanage constitué au profit de la maison de Condé, le petit-fils de Marie, Louis Ier de Bourbon-Condé transporta le nom d'Enghien sur sa seigneurie de Nogent-le-Rotrou qu'il fit renommer « Enghien-le-Français », puis ériger en duché-pairie en 1566 (alors que la baronnie d'Enghien en Belgique alla finalement au neveu de Louis Ier de Condé, Henri IV, qui la vendit en 1607 à Charles d'Arenberg). Le premier prince de Condé mourut en 1569 avant l'enregistrement des lettres patentes. Le titre aurait donc dû s'éteindre avec lui, mais son fils Henri Ier de Bourbon-Condé, puis son petit-fils Henri II de Bourbon-Condé, continuèrent de porter, entre autres, conjointement avec le titre de prince de Condé, celui de duc d'Enghien. 
En 1621 toutefois, ce fils d'Henri Ier, Henri II de Bourbon-Condé (1588-1646), donna à son fils Louis nouveau-né (le futur Grand Condé) son titre de duc d'Enghien. L'usage fut ainsi inauguré de nommer « duc d'Enghien » le fils aîné du prince de Condé en titre. 
Cependant, ce même Henri II de Bourbon-Condé, fut créé duc de Montmorency en 1633 après l'exécution de son beau-frère, Henri II de Montmorency, le dernier duc de Montmorency, en 1632. En septembre 1689, pour donner définitivement au titre de duc d'Enghien une légitimité jusque-là contestable, le petit-fils d'Henri II et fils du Grand Condé, Henri Jules de Bourbon-Condé, fait renommer le duché de Montmorency en duché d'Enghien (d'où le nom d'Enghien-les-Bains), au profit de son propre fils Louis III de Bourbon-Condé (1668-1710). Peu après, le duché de Beaufort en Champagne fut renommé duché de Montmorency : voir l'article Duc de Beaufort. Le titre de duc d'Enghien continua donc d'être porté comme titre de courtoisie par le fils aîné du prince de Condé en titre, toutefois, si ce fils aîné avait lui-même un fils, c'est ce dernier qui prenait le titre de duc d'Enghien, le fils aîné du prince de Condé en titre gardant dans ce cas le titre de duc de Bourbon.

## Liste des comtes et ducs d'Enghien

Armes des ducs d'Enghien, fils aînés des princes de Condé.

- 1536-1546 : François de Bourbon (1519-1546), comte d'Enghien ;
- 1546-1557 : Jean de Bourbon (1528-1557), comte d'Enghien et de Soissons, frère du précédent ;
- 1557-1569 : Louis Ier de Bourbon (1530-1569), comte puis 1er duc d'Enghien, prince de Condé, frère du précédent ;
- 1569-1588 : Henri Ier de Bourbon-Condé (1552-1588), 2e duc d'Enghien, fils du précédent ;
- 1588-1621 : Henri II de Bourbon-Condé (1588-1646), 3e duc d'Enghien, fils du précédent ;
- 1621-1646 : Louis II de Bourbon-Condé (1621-1686), dit « le Grand Condé », 4e duc d'Enghien, fils du précédent ;
- 1646-1686 : Henri Jules de Bourbon-Condé (1643-1709), 5e duc d'Enghien, fils du précédent ;
- 1689-1709 : Louis III de Bourbon-Condé (1668-1710), 6e duc d'Enghien, fils du précédent ;
- 1709-1710 : Louis IV Henri de Bourbon-Condé (1692-1740), 7e duc d'Enghien, fils du précédent ;
- 1736-1740 : Louis V Joseph de Bourbon-Condé (1736-1818), 8e duc d'Enghien, fils du précédent ;
- 1756-1772 : Louis VI Henri de Bourbon-Condé (1756-1830), 9e duc d'Enghien, fils du précédent ;
- 1772-1804 : Louis VII Antoine de Bourbon-Condé (1772-1804), 10e duc d'Enghien, fils du précédent.

## Succession
Le duché-pairie de Montmorency, rebaptisé Enghien, était donné en 1633 en succession masculine et féminine (M-F, ci-après) .
Dans l'ancien droit, la succession en ligne féminine est néanmoins, conditionnée à l'édit de 1711 sur les pairies :
- la candidate à la succession doit descendre du premier titulaire,
- le Roi doit approuver son mariage,
- la succession doit faire l'objet d'une lettre-patente de transfert [3].

Aucune réversion du titre sous les monarchies du XIXe siècle : le titre est éteint depuis la mort du dernier prince de Condé, Louis VI Henri de Bourbon-Condé, en 1830.
On dit que les descendants huguenots de Nicolas, un fils illégitime du premier prince de Condé, perpétuent en Brandebourg à la fois le titre de prince et celui de duc d'Enghien. Bien que cette branche de la famille, prussienne depuis le XVIIe siècle, soit effectivement la dernière survivante des Bourbon-Condé avec l'extinction de la lignée principale, il n'existe aucun droit légal à ces titres.

### Descendance agnatique d'HenriIIde Bourbon-Condé
- Henri, prince de Condé (1588-1646), 1er titulaire du titre de duc de Montmorency (1633, M-F, Duc d'Enghien en 1689)
  - fils (né et mort en 1617)
  - fils jumeaux (né et mort en 1618)
  - Louis II, prince de Condé (1621-1686), dit « le Grand Condé », 1er titulaire du titre de duc de Bourbon (1661, M-F)
    - Henri III Jules, prince de Condé (1643-1709), 1er titulaire du titre de duc de Guise (1688, M-F)
      - Henri, Duc de Bourbon, (1667-1670)
      - Louis III, prince de Condé (1668-1710)
        - Louis IV Henri, prince de Condé (1692-1740)
          - Louis V Joseph, prince de Condé (1736-1818)
            - Louis VI Henri, prince de Condé (1756-1830)
              - Louis Antoine Henri, duc d'Enghien (1772-1804)

            - Marie de Bourbon-Condé, « Mlle de Bourbon » (1755-1759)
            - Louise Adélaïde de Bourbon-Condé, « Mlle de Condé », dernière Abbesse de Remiremont, (1758-1824)

        - Charles  de Bourbon-Condé, comte de Charolais, (1700-1760), sans descendance légitime
        - Louis  de Bourbon-Condé, comte de Clermont-en-Argonne, abbé de Saint-Germain-des-Prés (1709-1771)
        - Marie Anne de Bourbon-Condé, « Mlle de Bourbon », abbesse de Saint-Antoine-des-Champs (1690-1760)
        - Louise Élisabeth de Bourbon-Condé, 1re « Mlle de Charolais » (1693-1775), mariée à Louis Armand II, prince de Conti (1695-1727)